# Nestlé UK

Henry Isaac Rowntree

Joseph Rowntree

Nestlé UK Ltd. ist ein Süßwarenhersteller im Vereinigten Königreich, der vor der Übernahme durch Nestlé als Rowntree’s firmierte (zwischen 1969 und 1987 Rowntree Mackintosh).

## Geschichte
Gegründet wurde Rowntree 1862 in York (England) von Henry Isaac Rowntree, der dann ab dem Jahr 1869 von seinem Bruder, dem Philanthropen Joseph Rowntree, unterstützt wurde. Mitte der 1960er-Jahre übernahm Rowntree die noch heute existierende Hamburger Schokoladenfabrik von Herbert Stockmann. 1969 fusionierte Rowntree mit dem Konkurrenten Mackintosh (Rolo, Munchies, Caramac, Toffo und Quality Street) zu Rowntree Mackintosh.
Im Frühjahr 1988 lieferten sich die beiden Schweizer Konzerne Jacobs Suchard und Nestlé einen Übernahmekampf um Rowntree plc, wie das Unternehmen seit 1987 hieß. Am 23. Juni 1988 akzeptierte das Board des Unternehmens schließlich das an diesem Tag neuerlich erhöhte Angebot von Nestlé, worauf Jacobs Suchard am Folgetag seine bis dahin aufgekauften Anteile an Rowntree an Nestlé veräußerte.
Im Oktober 1991 wurde das Unternehmen umbenannt in Nestlé UK Ltd. Nach der Übernahme wurden neben Schokoladenproduktion auch andere Geschäftsbereiche von Nestlé in die Nestlé UK eingebracht.
Stefano Agostini wurde 2023 von Richard Watson als CEO von Nestlé UK abgelöst. Agostini hatte das Unternehmen seit 2017 geleitet.

## Produktion
- Dalston: Das Werk in der Nähe von Carlisle wurde 1962 gegründet. Heute werden dort vor allem Cappuccino-Mischungen unter der Marke Nescafé produziert.[7]
- Fawdon: In Fawdon, in der Nähe von Newcastle upon Tyne, werden Süßwaren produziert, u. a. die Marken Rolos, Toffee Crisps, Fruit Pastilles, Caramac und Matchmakers. Bis Ende 2023 soll das Werk jedoch geschlossen und die Produktion auf andere Werke in Großbritannien und der EU verlagert werden.[8][9]
- Grangestone: Das Werk nahe Girvan produziert Milchpulver für andere Nestlé-Standorte.[10][11]
- Halifax: Das Werk in Halifax geht zurück auf die Gründung durch Harold Mackintosh. Heute werden hier u. a. die Marken Easter Eggs, After Eight und Butterfinger Cups produziert.[8]
- Tutbury: In dem Werk nahe Burton-upon-Trent wird Kaffee der Marken Nescafé Gold, Nescafé Original, Nescafé Dolce Gusto und Nescafé Azera produziert.[12][13]
- York: Im ehemaligen Stammwerk von Rowntree’s werden heute noch Marken wie KitKat produziert.[14]

## Marken
Von Rowntree stammen viele der bekannten britischen Süßigkeiten wie KitKat, Smarties, Aero, Fruit Pastilles, Black Magic, Lion und After Eight.